# Беињак ла Плен
Беињак ла Плен (фр. Brignac-la-Plaine) насеље је и општина у централној Француској у региону Лимузен, у департману Корез која припада префектури Бриве ла Гајар.
По подацима из 2011. године у општини је живело 882 становника, а густина насељености је износила 47,12 становника/km². Општина се простире на површини од 18,72 km². Налази се на средњој надморској висини од 120 метара (максималној 336 m, а минималној 99 m).

## Демографија
| 1962. | 1968. | 1975. | 1982. | 1990. | 1999. | 2011. |
| ----- | ----- | ----- | ----- | ----- | ----- | ----- |
| 747   | 757   | 780   | 781   | 817   | 808   | 882   |

График промене броја становника у току последњих година